# Yasuda
Yasuda (安田町?) è una cittadina giapponese della prefettura di Kōchi.